# Кумсуат (Жаркаїнський район)
Кумсуа́т (каз. Құмсуат) — село у складі Жаркаїнського району Акмолинської області Казахстану. Адміністративний центр та єдиний населений пункт Кумсуатської сільської адміністрації.
Населення — 279 осіб (2021; 405 у 2009, 860 у 1999, 1402 у 1989).
Національний склад станом на 1989 рік:
- росіяни — 32 %;
- казахи — 23 %.